# Panchkula (distrikt)
Panchkula är ett distrikt i Indien.   Det ligger i delstaten Haryana, i den norra delen av landet, 230 km norr om huvudstaden New Delhi. Antalet invånare är 561 293. Arean är 816 kvadratkilometer. Panchkula gränsar till Ambāla.
Terrängen i Panchkula är varierad.
Följande samhällen finns i Panchkula:
- Panchkula
- Pinjaur